# Альфа Блонді
Альфа Блонді (англ. Alpha Blondy,  ім'я при народженні Seydou Koné; 1 січня 1953 Дімбокро ) — івуарійський виконавець регі.

## Дитинство
Сейду Коне народився в багатодітній сім'ї, був старшим з 8 дітей. Його батько був мусульманином, мати — християнкою, перші роки життя Сейду виховувала бабуся, «яка навчила його любити всіх». Це дуже вплинуло на світогляд юнака та наклало глибокий відбиток на музичну творчість у дорослому житті. У 1962 році він від бабусі переїхав до батька у місто фр. Odienné та пішов до школи. Він створив групу в середній школі, але це захоплення вплинуло на його навчання в школі, і його виключили через погану відвідуваність. Його батьки відправили його вивчати англійську мову в Монровію, столицю сусідньої країни Ліберії в 1973 році. Він провів там тринадцять місяців і переїхав до США, щоб удосконалити свою англійську мову.

## Коледж
У 1974 році Сейду переїхав до Нью-Йорка, де навчався англійською мовою в Хантерському коледжі, а пізніше в американській мовній програмі Колумбійського університету, бо хотів бути викладачем. У Нью-Йорку він уперше познайомився з растафаріанами, а також міг побачити концерти ямайських артистів, таких як Burning Spear, після чого вирішив почати кар'єру виконавця. Після повернення до Кот-д'Івуар почав співпрацювати з продюсером англ. Fulgence Kassi та взяв собі псевдонім «Альфа Блонді».

## Музична кар'єра
Починав кар'єру виступами в телешоу, перший сольний альбом записав у 1982 році під назвою англ. Jah Glory. Цей альбом мав величезний успіх, зокрема завдяки політичній тематиці деяких пісень. Альфа Блонді став великою зіркою в Абіджані з його африканською інтерпретацією музики регі, ставши в очах своїх шанувальників «африканським Боб Марлі». Щоб охопити більше людей своєю творчістю, він вирішив співати багатьма мовами: англійською, французькою, бауле та його рідною мовою — діола. Пізніше він також почав використовувати нові інструменти у регі, такі як скрипка та віолончель.
Незабаром слава Альфа Блонді поширилася на Європу. Після успіху альбому, він поїхав до Парижа в 1984 році, щоб записати свій другий альбом «Cocody Rock» з лейблом Pathe Marconi. «Боб Марлі з Африки» відвідав острів Ямайка і записав основний трек цього альбому з групою підтримки Marley «The Wailers».
Повернувшись додому в 1985 році, Блонді пішла в студію, щоб записати «Апартеїд — це нацизм», заклик до припинення апартеїду. У 1986 році він записав «Єрусалим» у студії Tuff Gong на Ямайці, знову з «The Wailers». Блонді намагався сприяти єдності між релігіями ісламу, юдаїзму та християнства. Свої аргументи та натхнення він черпав із власних різноманітних знань про Біблію, Коран та Тору. Того ж року він співав на івриті під час концерту в Марокко. У цей момент він постійно гастролював. Його новий альбом «Revolution» мав легший, ніжніший звук. Цей альбом містив віолончелі в інструментальному супроводі.
Блонді проводив 1987–89 роки, концертуючи та записуючи альбом «S.O.S Guerre Tribale» в Абіджані. В 1991 році він повернувся до Європи для концертного туру і записав свій відомий альбом «Masada». Альбом та його сингл «Rendez Vous», мав величезний успіх, і Блонді згодом отримав свій перший Золотий диск у Парижі.
На початку 1993 року, втомлений від світових гастролей, Блонді піддався депресії і лікувався у психіатричній лікарні. Після одужання він записав альбом «Dieu» («Бог»), в якому він порушує духовні та релігійні теми.
У 1996 році Блонді випустив збірку хітів і повернулася в студію, щоб записати альбом «Grand Bassam Zion», співаючи на шести мовах: манінка; арабська; французька; англійська; ашанті та волоф.
Після ще двох років перебування в Парижі Блонді повернувся на батьківщину в 1998 році з новим альбомом «The Prophet». Переконаний, що його лейбл був занадто зосереджений на міжнародному ринку, він вирішив створити власний лейбл. З тих пір він записав альбоми та сингли, такі як «Іцхак Рабін», на згадку про вбивство прем'єр-міністра Ізраїлю в 1995 році (це супроводжувалося виснажливим туром по Європі).
Альфа Блонді відсвяткував 20 років початку професійної діяльності, випустивши компакт-диск «Merci» у 2002 році, в якому взяли участь англ. Ophelie Winter та англ. Saian Supa Crew, який приніс йому номінацію премії «Греммі» 2003 року за «Найкращий альбом реггі». Однак через політичну ситуацію в Кот-д'Івуарі він не зміг особисто відвідати церемонію нагородження в Нью-Йорку. Його альбом «Jah Victory» вийшов у липні 2007 року.

## Громадська діяльність
У 2005 році Альфа Блонді було призначено послом миру ООН у Кот-д'Івуарі. Він доклав великих зусиль для мирного вирішення політичної кризи та запобігання фізичного поділу своєї країни, що було наслідком спроби державного перевороту в 2001 році. Після нормалізації політичного життя у країні він створив некомерційний неполітичний благодійний фонд англ. Alpha Blondy Jah Glory Foundation, діяльність якого спрямована на подолання бідності та соціальної нерівності.

## Дискографія
Студійні альбоми
- Jah Glory! (1982)
- Cocody Rock!!! (1984)
- Apartheid Is Nazism (1985)
- Jérusalem (1986)
- Revolution (1987)
- The Prophets (1989)
- S.O.S Guerre Tribale (1991)
- Masada (1992)
- Dieu (1994)
- Grand Bassam Zion Rock (1996)
- Yitzhak Rabin (1998)
- Elohim (2000)
- Merci (2002)
- Jah Victory (2007)
- Vision (2011)
- Mystic Power (2013)
- Positive Energy (2015)
- Human Race (2018)